# Tasmaanse buideldas
De Tasmaanse buideldas (Perameles gunnii) is een buideldas uit het geslacht der spitsneusbuideldassen (Perameles). De wetenschappelijke naam van de soort werd voor het eerst geldig gepubliceerd door John Edward Gray in 1838.

## Kenmerken
De bovenkant van het lichaam is grijsbruin, de onderkant is wit. Over de achterste helft van de romp lopen drie of vier brede verticale witte strepen. De flanken zijn roodachtig. De zeer korte staart is wit. De oren lijken op die van een konijn. De kop-romplengte bedraagt 270 tot 350 mm, de staartlengte 70 tot 110 mm en het gewicht 500 tot 1100 g. Tasmaanse dieren zijn zwaarder dan hun soortgenoten uit Victoria.

## Leefwijze
Deze soort is 's nachts actief en solitair, leeft op de grond en eet onder andere ongewervelden, die hij uit de bodem opgraaft.

## Voortplanting
Na een draagtijd van dertien dagen worden een tot vijf (meestal twee of drie) jongen geboren, meestal tussen juli en november, die na drie tot vijf maanden gespeend worden.

## Verspreiding
Deze soort komt voor op Tasmanië en in Victoria. Op Tasmanië komt het dier algemeen voor, maar in Victoria zijn er slechts weinig Tasmaanse buideldassen over; deze populatie wordt beschouwd als met uitsterven bedreigd.